# Гобер, Арман-Луи
Арман-Луи Гобер (фр. Armand-Louis Gobert; 1785—1816) — французский военный деятель, полковник (1809 год), шевалье (1809 год), затем барон (1815 год), участник наполеоновских войн.

## Биография
Родился в Отёе, пригороде Парижа в семье Антуана Гобера (фр. Antoine Gobert) и его супруги Марии-Терезы Букар (фр. Marie-Thеrеse Boucart).
14 июня 1805 года записался добровольцем в 7-й гусарский полк, с которым участвовал в Австрийской кампании 1805 года. 4 ноября был ранен тремя ударами сабли в сражении при Штайре. На следующий день был произведён в бригадиры, а уже 22 ноября в вахмистры. Также сражался при Аффленге и Аустерлице.
Уже в звании младшего лейтенанта принимал участие в Прусской и Польской кампаниях 1806-07 годов в составе легендарной Адской бригады. Сражался при Пренцлау, Штеттине, Любеке, Ченстово, Голымине, Эйлау, Гейльсберге и Кёнигсберге.
3 марта 1808 года стал адъютантом маршала Мюрата. Летом перешёл на Неаполитанскую службу, и 15 ноября 1808 года стал капитаном велитов королевской неаполитанской гвардии. 25 января 1809 года получил звание командира эскадрона, а 31 декабря 1809 года дослужился до полковника. С 21 января 1810 года в качестве капитана служил в гвардии.
В составе Великой Армии участвовал в Русской кампании 1812 года, и с 12 июля 1812 года вновь выполнял функции адъютанта при Неаполитанском короле. Сражался при Островно, Красном, Смоленске, Валутиной горе и Бородино. 18 октября 1812 года был ранен в бою при Винково.
В ходе Саксонской кампании 19 августа 1813 года был ранен ядром в ногу в бою при Лёвенберге, принимал участие в сражениях при Дрездене и Лейпциге.
5 марта 1814 года возвратился на французскую службу с чином полковника. 9 сентября 1814 года был назначен командиром 5-го кирасирского полка. В период «Ста дней» присоединился к Императору и принял участие в Бельгийской кампании. Сражался при Линьи и Ватерлоо, где был тяжело ранен.
23 декабря 1815 года вышел в отставку. Умер от полученных ран 1 февраля 1816 года в Париже в возрасте 30 лет.

## Воинские звания
- Гусар (14 июня 1805 года);
- Бригадир (5 ноября 1805 года);
- Вахмистр (22 ноября 1805 года);
- Младший лейтенант (19 апреля 1806 года);
- Капитан неаполитанской службы (15 ноября 1808 года);
- Командир эскадрона неаполитанской службы (25 января 1809 года);
- Полковник неаполитанской службы (31 декабря 1809 года);
- Полковник (5 марта 1814 года).

## Титулы
- Шевалье Гобер и Империи (фр. chevalier Gobert et de l'Empire; патент подтверждён 24 февраля 1809 года);
- Барон Гобер и Империи (фр. baron Gobert et de l'Empire; декрет от 3 апреля 1814 года, патент подтверждён 3 февраля 1815 года)[1].

## Награды
- Легионер ордена Почётного легиона (11 июля 1807 года)
- Офицер ордена Почётного легиона (5 декабря 1812 года)
- Командор ордена Почётного легиона (15 октября 1813 года)
- Кавалер военного ордена Святого Людовика (30 сентября 1814 года)
- Кавалер королевского ордена Обеих Сицилий (15 апреля 1809 года)